# سورايود تشولانونت
سورايود تشولانونت (بالتايلندية:สุรยุทธ์ จุลานนท์) (ولد في 28 أغسطس 1943) هو رئيس الوزراء التايلاندي في الفترة من 1 أكتوبر 2006 الي 29 يناير 2008 وجندي في الجيش التايلاندي وقائدا للجيش ورئيسا للاركان سابقا، اطاح الجنرال سواريود بالحكومة تاكسين شيناوترا في انقلاب عسكري في يوم 19 سبتمبر 2006 ونصب نفسة رئيسا للوزراء وكان في حكومة تدهورا كبيرا في مستوي الفساد  وقاد خلال فترة وجدة في مجلس الوزراء في صياغة وتعديل دستور تايلاند واجراء انتخابات جديدة

## روابط خارجية
- سورايود تشولانونت على موقع مونزينجر (الألمانية)
- سورايود تشولانونت على موقع أوليمبيديا (الإنجليزية)